# Ђула Форстер
Барон Ђула Форстер (мађ. Forster Gyula, báró; Острогон, 21. децембар 1846 — Будимпешта, 18. јул 1932) био је мађарски писац и члан Мађарске академије наука 1899–1904. Дипломирао је на правном факултету у Пешти. Године 1872. запослио се у Министарству вјера на функцији одговорног за заштиту историјских споменика, фондација и умјетничког насљеђа. Од 1877–1811. био је један од директора Пољопривредне кредитне банке, 1895. предсједник комисије за реконструкцију историјских споменика духовног и културног насљеђа.